# Sithney
Sithney est une paroisse civile et un village des Cornouailles, en Angleterre.